# クット・アッテルベリ
クット・マグヌス・アッテルベリ（Kurt Magnus Atterberg, 1887年12月12日 - 1974年2月15日）は、スウェーデンの作曲家。名はクルト、姓はアッテベルイとも書かれる。チェロ奏者、音楽評論家としても活躍したが、職業的作曲家ではなく、ストックホルムの特許局の職員として大半を過ごした。
9曲の交響曲、5曲のオペラの他、多数の作品を残している。存命中は、スウェーデンの音楽の重鎮的存在であった。また、スウェーデンの作曲家協会・著作権協会の会長として活躍するなど、諸方面に活動的であった。

## 生涯
アッテルベリは1887年にイェーテボリで技術者を父として生まれた。幼少より音楽環境に親しみ、10歳ごろより友人に誘われて、チェロを学習する。
1907年に王立工科大学に入学し、電気技術者としての研鑽を積む。それと並行して1908年には、ストックホルムのオーケストラに入団。
1912年に交響曲第1番の初演に成功し、アルヴェーンとならぶスウェーデンの代表的作曲家として認知された。翌年には、ドイツで交響曲第2番を初演。名声は国外にも広まり、王立劇場から『イェフタ』のための劇音楽を委嘱された。この他に、ヴァイオリン協奏曲などのこの時期の音楽は、ドイツの近代音楽の影響を受け、難解なものになっている。また、同年、ストックホルムの特許庁に就職した。
1915年にピアニストのエラ・ペッタション(Ella Peterson)と結婚。（1923年に離婚。）この年の交響曲第2番、1916年の交響曲第3番あたりが作曲家としての頂点であり、これらの曲は初演後なんども演奏されている。
1918年の交響曲第4番の頃から、積極的にスウェーデン民謡を作品の中に取り入れ、その一つのバレエ音楽『おろかな娘』は繰り返し上演された。同年、スウェーデン作曲協会を設立。
1923年には、スウェーデン著作権協会を設立。作曲家協会と著作権協会の会長を兼任。
1928年にコロムビア・レコードの主催する「シューベルト没後100周年作曲コンクール」に、交響曲第6番で応募したのが優勝し、1万ドルの賞金を得た。これによって世界的な知名度を得た。
1940年代に交響曲第7番、第8番を作曲するが、あくまでもロマン派的なスタイルを保っていたため、近代音楽が主流となる音楽会においては、過去の人物となっていった。
1957年に最後のいささか風変わりな交響曲を発表、1968年にようやく特許局を退職したが、その後も音楽活動は継続し、1974年にストックホルムで逝去した。

## 作品
アッテルベリの主要な作品は、9曲の交響曲、劇音楽、オペラである。歌曲やピアノのための小品は少なく、金銭を得るための作曲は行わなかった。
作風としては、後期ロマン派音楽の手法を踏襲したものが大きい。

### 歌劇
以下の5作品を残しているが、ほとんど演奏される機会はない。
- 歌劇『竪琴弾きヘルヴァルド』（op.12, 1917,1951改訂）
- 歌劇『小川の馬』（op.35, 1923-1924)
- 歌劇『ファナル（燃えている国）』（op.35, 1929-1934）
- 歌劇『アラジン』（op.43, 1937-1941）
- 歌劇『嵐』（op.49, 1946-1947）

### 劇音楽
バレエ音楽『おろかな娘たち』 (op.17, 1917) が有名。

### 交響曲
交響曲第1番から交響曲第9番まで、9曲の交響曲が残されている。
交響曲第1番 ロ短調 （op.3） は王立音楽院へ応募するため1910年に完成し、1912年に自身の指揮でエーテボリで初演された。作品番号が若いながら完成度が高く、若さと才気に溢れる作品である。古典的な4楽章構成の作品で、第1楽章にはブラームスやリヒャルト・シュトラウスの影響が見受けられる。第2楽章は、民謡風の印象的な旋律を発展させた緩徐楽章で、早くもアッテルベリの特徴が現れている。
交響曲第2番 ヘ長調 （op.6, 1911-13） は3楽章からなる。最初、2楽章制だったが後に第3楽章が書き加えられた。アダージョとプレストを組み合わせた第2楽章、終結部が壮大であることなどが特徴である。
交響曲第3番 ニ長調『西海岸の光景』 （op.10） の最初の2つの楽章は、それぞれ独立した作品として別々に作曲され、演奏された。第3楽章は1916年に初演された。この作品はイェーテボリ近郊のユトランド半島に面した島で作曲され、3つの楽章はそれぞれ「太陽の霞」、「嵐」、「夏の夜」という副題を持つ。第3楽章「夏の夜」の終結部は日の出を表現したもの。この曲は、人気があり何度も繰り返し演奏された。
交響曲第4番 ト短調 （op.14, 1918） は『（スウェーデン民謡の主題による）小交響曲』(Sinfonia piccola)という副題がある。4楽章構成であるが、その全楽章に民謡からとられた旋律が用いられている。演奏時間も20分程度と短い。
交響曲第5番 ニ短調 （op.20, 1922） は『葬送交響曲』の副題を持つ3楽章からなる作品である。第1楽章はいささか不協和音じみた和声に貫かれ、ピアノの和音で終わる。第2楽章は標題を示す葬送行進曲で、ドイツの『ライプツィガー・ターゲブラット』紙は「かくも美しい感動的な葬送行進曲」と評した。終楽章のコーダはチャイコフスキーの交響曲第6番を思わせる沈痛な雰囲気になっている。
交響曲第6番 ハ長調 （op.31, 1928）は「シューベルト没後100年作曲コンクール」の優勝作品であり、1万ドルの賞金にちなんで『ドル交響曲』の異名がある（このコンクールの第2位は、フランツ・シュミットの交響曲第3番であった）。
自らの交響曲ついて「古いスタイルの模倣で、人を愚弄するもの」と嘲笑しているものの、ピアノ五重奏曲ハ長調 (op.31b) として編曲するなど、やはり愛着を見せている。終楽章は部分的に複調を使いお祭り騒ぎが繰り広げられる。
交響曲第7番 （op.45, 1942）は『ロマンティック交響曲』という副題が付けられている。曲の構成は3楽章制であり、第1楽章には歌劇『ファナル』の「眠りのアリア」に基づく部分を演奏者によって省略可としたり、第4楽章が破棄されたために終楽章が極端に軽い印象を与えて終わる。
交響曲第8番 （op.48, 1944）は、交響曲第4番同様に民謡を素材とした作品である。
交響曲第9番 （op.54, 1957）は『幻想的交響曲』(Sinfonia visionaria) の副題をもつ。独唱と合唱をともなう大規模な作品であるが、一般には理解されることがなく、2003年にアリ・ラシライネンによってようやく初録音が行われた。この曲は、アイスランドの古エッダ巻頭の「巫女の予言」に基づく単一楽章の曲であるが、全体は13の部分に分かれ、そこからさら2つの部分に分けることができる。それまでのアッテルベリの交響曲とは異質で、どちらかというとカンタータに近い。部分的に12音音列を使うなど、彼の作品にしては近代的である。

### 協奏曲
ピアノ協奏曲 変ロ短調 （op.37）は、全3楽章からなる。ピアノと管弦楽のための作品は、20代の頃に書かれた《狂詩曲》（op.1）も存在する。
この他にヴァイオリン協奏曲 ホ短調 （op.7）、チェロ協奏曲 ハ短調（op.21）、ホルン協奏曲 イ短調（op.28）がある。ホルン協奏曲は、チェロ・ソナタ ロ短調（op.27)からの改作であるが、独奏パートにもかなり手を入れているので同じ曲という印象は無い。また、ヴァイオリン、チェロと弦楽のための《二重協奏曲》（op.57）が存在する。

### 弦楽合奏曲
ヴァイオリン・ヴィオラと弦楽のための組曲 第3番 （op.19-1) もともとは、メーテルリンクの戯曲『ベアトリス尼』の付帯音楽として作曲されたもの。ヴァイオリン・ヴィオラとオルガンによる組曲から編曲された。「前奏曲」、「パントマイム」、「ワルツ」の3曲からなる。パントマイムは、コラール風の前奏（終結部で再現）を持ち、尼僧の愛を表現する甘美な旋律が流れる。

### 室内楽曲
- 弦楽四重奏曲第1番 ニ短調 Op. 2『アダージョとスケルツォ』（1909）
- 弦楽四重奏曲第2番 ロ短調 Op. 11（1918）
- 弦楽四重奏曲第3番 ニ長調 Op. 39（1937）

### 編曲
- ブラームス：弦楽六重奏曲第2番 Op. 36（1939）

原曲を弦楽合奏版にしたもの。